# Eddie Anderson
Eddie Anderson (ur. 18 września 1905 w Oakland, zm. 28 lutego 1977 w Los Angeles) – amerykański komik i aktor filmowy i telewizyjny.

## Życiorys
Urodził się jako Edward Lincoln Anderson w Oakland (Kalifornia). Anderson pochodził z rodziny związanej z show-biznesem. Jego ojciec, „Big Ed” Anderson, był aktorem wodewilowym, a jego matka, Ella Mae (nazwisko panieńskie nieznane), była cyrkową linoskoczką. Jako młodzieniec Eddie sprzedawał gazety na ulicach Oakland, które, jak twierdzi, uszkadzały nieco jego głos i nadawały mu chrapliwy charakter, który przez długi czas był jego znakiem rozpoznawczym w radiu.

## Filmografia
W trakcie swej 45-letniej karierze aktorskiej wystąpił łącznie w 74 produkcjach telewizyjnych i filmowych.
Seriale TV
- 1950-1965: The Jack Benny Program (178 odcinków) jako Rochester Van Jones
- 1957: The Red Skelton Show jako Rochester Van Jones
- 1962: Bachelor Father jako Rochester Van Jones
- 1963: The Dick Powell Show jako Eddie Anderson/Walt
- 1968: It Takes a Thief jako Concierge
- 1969: Love, American Style jako Willie

Wybrane filmy
- 1932: False Faces jako kierowca
- 1932: What Price Hollywood? jako James - lokaj Maxa
- 1932: Hat Check Girl jako Walter
- 1933: The Billion Dollar Scandal jako steward kolejowy w wagonie restauracyjnym
- 1933: From Hell to Heaven jako kumpel Sama
- 1933: Terror Aboard jako marynarz
- 1933: I Love That Man jako Charlie, odźwierny
- 1934: Behold My Wife! jako szofer
- 1934: The Gay Bride jako pucybut #2
- 1935: Transient Lady jako "Noxious"
- 1935: His Night Out jako goniec hotelowy
- 1936: The Music Goes 'Round jako Lucyfer
- 1936: Statek komediantów jako młody czarnoskóry mężczyzna
- 1936: Maid's Boyfriend (uncredited)
- 1936: The Green Pastures jako Noe/Noah
- 1936: Star for a Night jako chłopak pokojówki
- 1936: Dwoje z tłumu jako Swipe
- 1936: Three Men on a Horse jako Mojżesz/Moses
- 1936: Rainbow on the River jako lekarz/doktor
- 1936: Mysterious Crossing jako portier hotelowy
- 1938: Jezebel - Dzieje grzesznicy jako Gros Bat
- 1945: Miliony Brewstera jako Jackson
- 1976: The Good Old Days of Radio

## Wyróżnienia
Posiada swoją gwiazdę na Hollywoodzkiej Alei Gwiazd.